# Municipio de McHue
El municipio de McHue (en inglés: McHue Township) es un municipio ubicado en el condado de Independence en el estado estadounidense de Arkansas. En el año 2010 tenía una población de 3683 habitantes y una densidad poblacional de 82,6 personas por km².

## Geografía
El municipio de McHue se encuentra ubicado en las coordenadas 35°42′25″N 91°38′47″O / 35.70694, -91.64639. Según la Oficina del Censo de los Estados Unidos, el municipio tiene una superficie total de 44.59 km², de la cual 43,8 km² corresponden a tierra firme y (1,77 %) 0,79 km² es agua.

## Demografía
Según el censo de 2010, había 3683 personas residiendo en el municipio de McHue. La densidad de población era de 82,6 hab./km². De los 3683 habitantes, el municipio de McHue estaba compuesto por el 92,4 % blancos, el 0,9 % eran afroamericanos, el 0,46 % eran amerindios, el 1 % eran asiáticos, el 3,61 % eran de otras razas y el 1,63 % eran de una mezcla de razas. Del total de la población el 6,03 % eran hispanos o latinos de cualquier raza.